# Bussi Bär

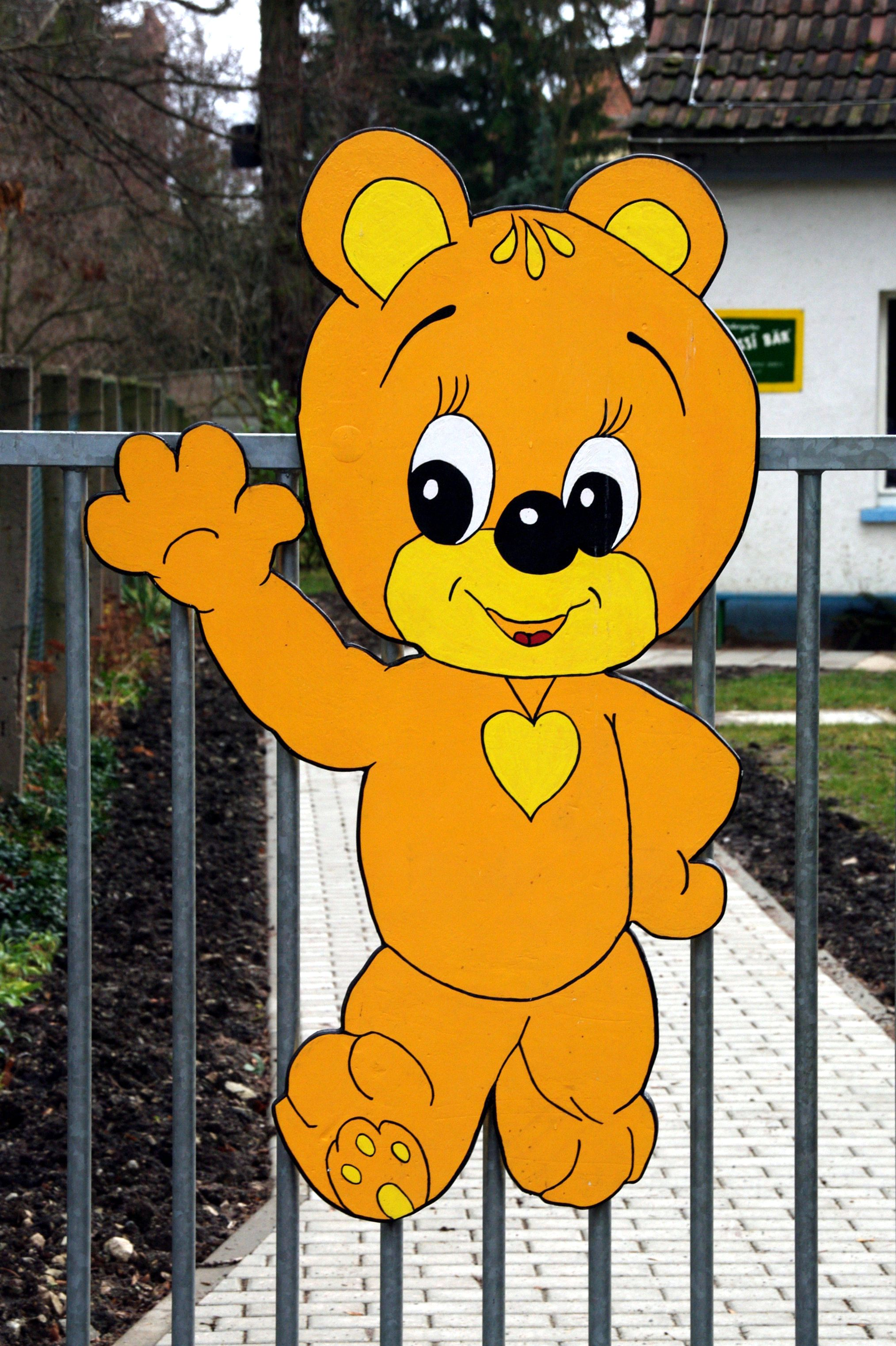
Ein aus Holz gesägter Bussi Bär an einer Kindertagesstätte in Erfurt

Bussi Bär ist eine Zeitschrift für Vorschulkinder, die im Juni 1967 erstmals erschien. Die Hauptfigur ist ein aufrecht gehender, orangefarbener Bär, welcher sowohl ein sinnbildliches als auch ein gezeichnetes „goldenes Herz“ hat (welches ihm um den Hals hängt). Bussi Bärs ständiger Begleiter ist der blaue Hund Bello.

## Die Zeitschrift
Die Titelfigur und das grafische Erscheinungsbild des Magazins in den Anfangsjahren wurden von Walter Neugebauer gestaltet. Ein weiterer Mitarbeiter in dieser Zeit war Branimir Karabajić. Ab 1973 wurde Angel Nadal Quirch zum prägenden Zeichner des Magazins (bis 2013).
Das Konzept des Magazins beruht seit dem Beginn auf einer Mischung aus Unterhaltung und vorschulpädagogischer Beschäftigung. In jeder Ausgabe gibt es eine Geschichte mit Bussi Bär und Bello als Hauptfiguren, welche in Prosa verfasst und bebildert ist. Ebenfalls regelmäßiger Bestandteil der Zeitschrift ist die Serie Strubbelpeter und Schnatterliese, welche komplett in Versen verfasst und ebenfalls bebildert ist. Gelegentlich tauchen die beiden Hauptfiguren hieraus in den Geschichten von Bussi Bär und Bello auf, und umgekehrt. Überdies werden viele Anregungen zum Basteln gegeben, und regelmäßig werden bebilderte Nacherzählungen von Märchen sowie Koch- und Backrezepte und Pflanzenbilder abgedruckt. Ferner findet man in der Zeitschrift Rätsel und Malbilder sowie kleine Wissensartikel, beispielsweise über Tiere. In den 90er Jahren erschienen auch Geschichten mit einer Art Wichtelfamilie, genannt Die Wummels, in der jeder Charakter eine Zipfelmütze trägt; weibliche Wummels tragen pinkfarbene, männliche rote Mützen. Heutzutage ist jedes Heft in Folie eingeschweißt und enthält ein kleines Spielzeug.
Eine Reihe von Buchveröffentlichungen nach ähnlichem Konzept, zum Teil mit Nachdrucken aus dem Magazin, hat im Laufe der Jahre das Portfolio ergänzt.
Die Zeitschrift erschien bis 2017 in Lizenz im Pabel-Moewig Verlag, der zur Bauer Media Group gehört. Die Rechte an der Zeitschrift wurden mit Wirkung zum 5. Juni 2017 auf den Verlag Blue Ocean Entertainment AG übertragen, eine Tochter der Hubert Burda Media. Die Figur Bussi Bär gehört nach wie vor zum Comic-Universum von Rolf Kauka.
Hund Bello inspirierte auch den Co-Star des Kauka-Zeichentrickfilms von 1973, „Maria d'Oro und Bello Blue“.
Bussi Bär erscheint in zehn Sprachen.

## Auflagenstatistik
Im vierten Quartal 2012 lag die durchschnittliche verbreitete Auflage nach IVW bei 42.384 Exemplaren. Das sind 15.874 Exemplare pro Ausgabe weniger (−27,25 %) als im Vergleichsquartal des Vorjahres. Die Abonnentenzahl nahm innerhalb eines Jahres um 1.446 Abonnenten auf durchschnittlich 7.071 pro Ausgabe ab (−16,98 %); damit bezogen rund 16,68 % der Leser die Zeitschrift im Abo.
| 1998   | 1999   | 2000  | 2001   | 2002   | 2003   | 2004   | 2005   | 2006   | 2007   | 2008  | 2009  | 2010  | 2011  | 2012  | 2013  | 2014  | 2015  | 2016  | 2017  | 2018  | 2019  | 2020  | 2021  | 2022  | 2023  | 2024 |
| ------ | ------ | ----- | ------ | ------ | ------ | ------ | ------ | ------ | ------ | ----- | ----- | ----- | ----- | ----- | ----- | ----- | ----- | ----- | ----- | ----- | ----- | ----- | ----- | ----- | ----- | ---- |
| 138997 | 128118 | 97364 | 107859 | 138005 | 120189 | 124408 | 105612 | 131432 | 108787 | 80562 | 78563 | 70161 | 58136 | 42219 | 43086 | 39556 | 38434 | 28336 | 27215 | 29300 | 24985 | 24809 | 24015 | 25090 | 20766 |      |

| 1998  | 1999  | 2000  | 2001  | 2002  | 2003  | 2004  | 2005  | 2006  | 2007  | 2008  | 2009  | 2010  | 2011 | 2012 | 2013 | 2014 | 2015 | 2016 | 2017 | 2018 | 2019 | 2020 | 2021 | 2022 | 2023 | 2024 |
| ----- | ----- | ----- | ----- | ----- | ----- | ----- | ----- | ----- | ----- | ----- | ----- | ----- | ---- | ---- | ---- | ---- | ---- | ---- | ---- | ---- | ---- | ---- | ---- | ---- | ---- | ---- |
| 25085 | 27942 | 28868 | 27373 | 27056 | 25941 | 24109 | 28179 | 29954 | 27982 | 22304 | 17679 | 11816 | 8517 | 7071 | 6204 | 5248 | 4365 | 3717 | 2486 | 1731 | 1662 | 2218 | 2333 | 2124 | 1839 |      |

## Weitere Produkte
- Hörbuch auf CD oder Musikkassette
- Bussi Bär, PC-Spiel von Atari